# Gréco-phrygien
Le gréco-phrygien est un sous-groupe proposé de la famille des langues indo-européennes qui comprend le grec et le phrygien . 

## Evidence
Le linguiste Claude Brixhe souligne les caractéristiques suivantes que l'on sait que le grec et le phrygien partagent, avec aucune autre langue: 
- une certaine classe de noms masculins au nominatif singulier se terminant par -s
- une certaine classe de verbes dénominaux
- le pronom auto-
- le suffixe participatif -meno-
- le thème kako-
- et la conjonction ai

Obrador-Cursach (2019) a présenté d'autres preuves phonologiques, morphologiques et lexicales d'une relation étroite entre le grec et le phrygien. 

## Autres propositions
Le grec a également été diversement groupé avec l' arménien et l'indo-iranien (gréco-arménien; gréco-aryen), l'ancien macédonien (gréco-macédonien) et, plus récemment, avec le messapien. Le grec et le macédonien ancien sont souvent classés en hellénique; d'autre part, l'hellénique est supposé être composé uniquement de dialectes grecs. Le linguiste Václav Blažek précise qu'en ce qui concerne la classification de ces langues, "les corpus lexicaux ne permettent aucune quantification" (voir corpus et linguistique comparative quantitative ).

## Lectures complémentaires
- Václav Blažek « Paleo-Balkanian Languages I: Hellenic Languages » (2005)  (lire en ligne, consulté le 18 mai 2023)
— « (ibid.) », dans Sborník prací Filozofické fakulty brněnské univerzity, vol. 10, Brno, Masarykova univerzita (ISBN 80-210-3784-9), p. 15–33
- Claude Brixhe, Bilingualism in Ancient Society: Language Contact and the Written Text, Oxford University Press, 2002, 246–266 p., « Interactions between Greek and Phrygian under the Roman Empire »
- Benjamin W. Fortson, Indo-European Language and Culture: An Introduction, Blackwell, 2011, 2nd éd., 203, 252
- Olivier Masson, The Cambridge Ancient History, Cambridge University Press, 1991, 668–9 p., « Anatolian Languages »
- Fred C. Woudhuizen « Phrygian & Greek » (2008–2009)  (lire en ligne, consulté le 18 mai 2023) [archive du 7 avril 2014]
— « (ibid.) », dans Talanta, Proceedings of the Dutch Archaeological and Historical Society, vol. 40–41, p. 181–217